# Eilema conformis
Eilema conformis là một loài bướm đêm thuộc phân họ Arctiinae, họ Erebidae.